# Вакуумна камера

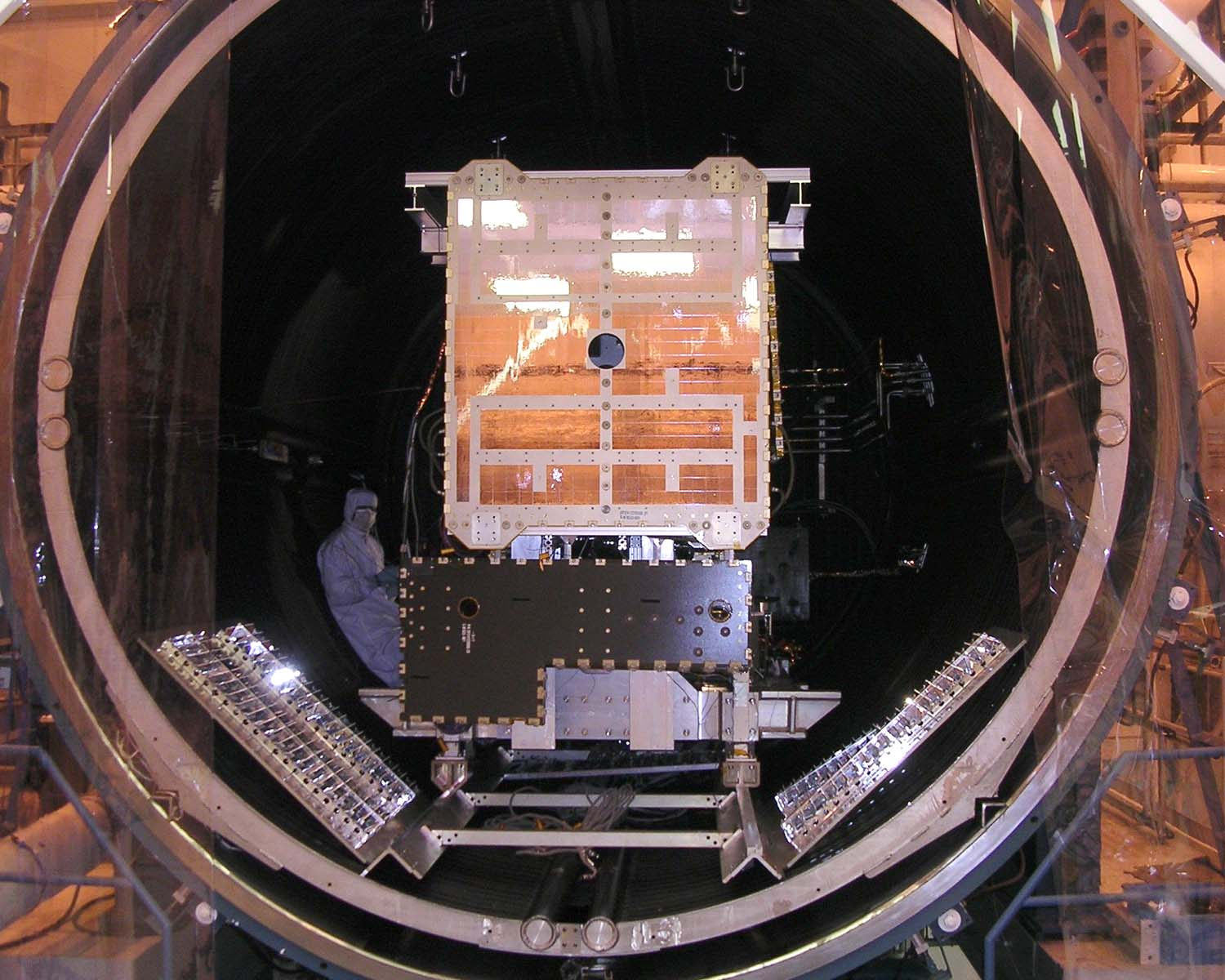
Підготовка випробувань космічного апарата «Dawn» у великій вакуумній камері (NASA)

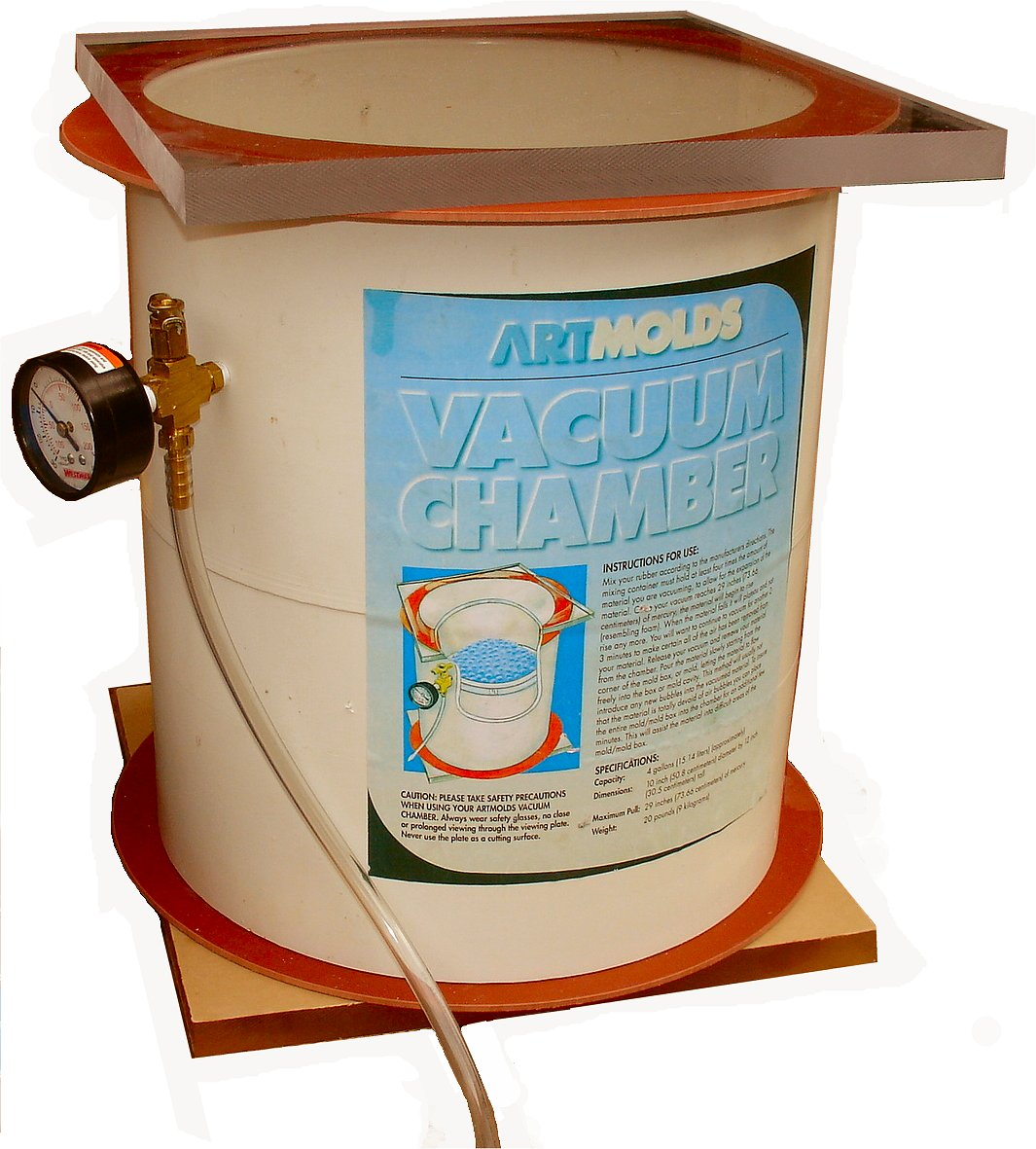
Невелика вакуумна камера для деаерації каучуків і смол

Ва́куумна ка́мера (англ. vacuum chamber) — елемент вакуумної системи, в якому створюється вакуум, необхідний для забезпечення перебігу різних технологічних процесів.

## Застосування
- Вакуумні камери великого об'єму, але з низьким вакуумом широко використовуються для сушіння матеріалів, зокрема, деревини.
- Вакуумні камери використовуються при випробуваннях космічних апаратів.
- Експерименти по утримуванню плазми, отриманню антиматерії й інші, де частки не повинні взаємодіяти із сторонньою речовиною, проводяться у вакуумній камері.
- Вакуумна камера є невід'ємною частиною  прискорювача заряджених частинок: для того, щоб пучок часток не розсіювався, необхідний високий вакуум.

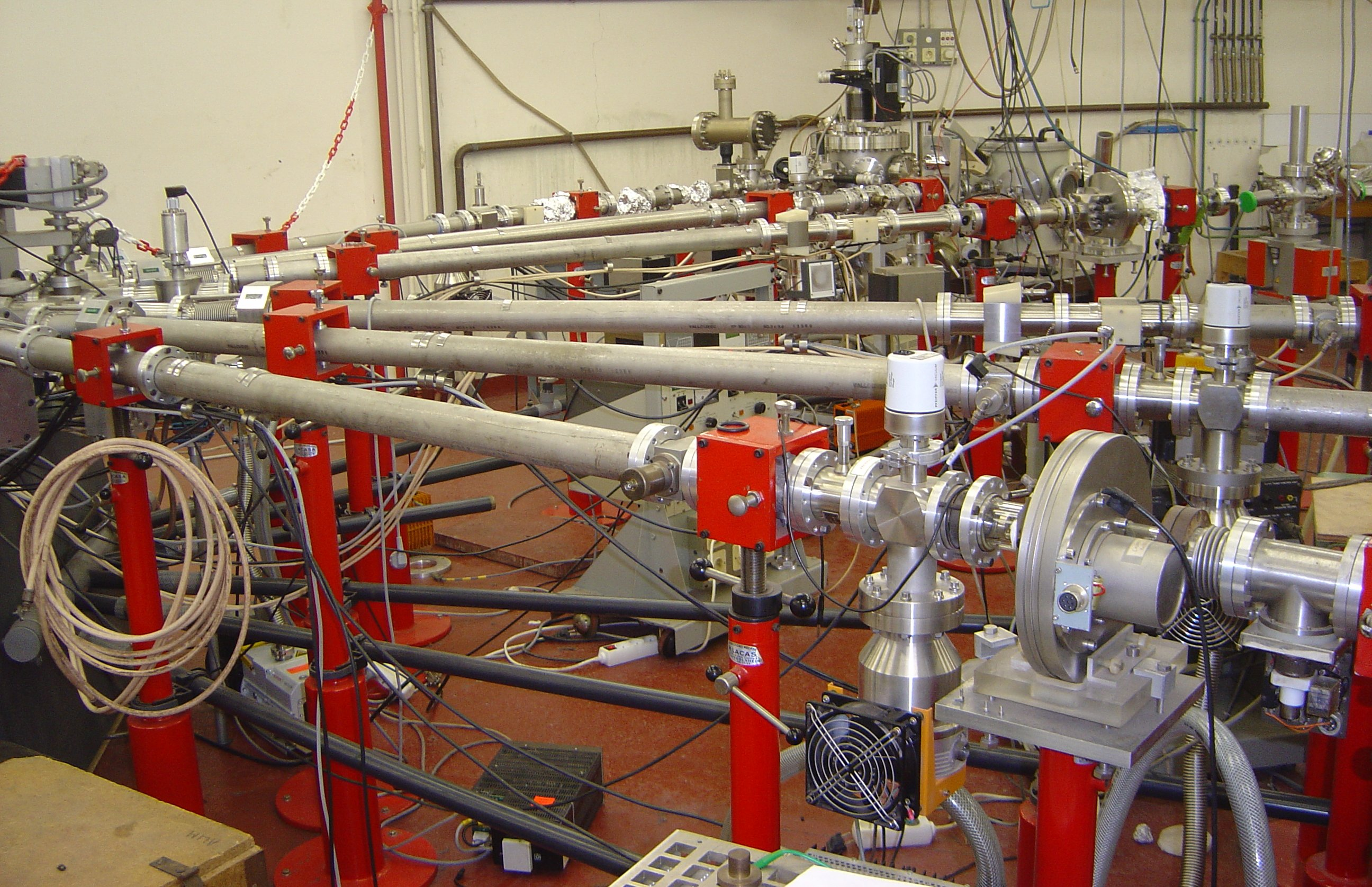
Вакуумні камери каналів
транспортування пучків заряджених часток у підвалі кампусу Жуссьє (Jussieu) Університету імені П'єра і Марії Кюрі (Париж)

## Матеріали та розміри
Якщо є необхідним забезпечення високого вакууму, для виготовлення камери використовуються метали (неіржавна сталь, мідь, бронза, сплави титану та алюмінію) або кераміка.
Вакуумна камера повинна мати об'єм, що задається технологічним процесом і в той же час мати достатню міцність. Розрахунок на міцність полягає у визначенні товщини стінок камери за допомогою теорії тонкостінних оболонок.

## З'єднання та герметизація
Для з'єднання частин вакуумної камери одна з одною використовуються вакуумні фланці, які можуть бути як роз'ємними із защільниками, так і зварними. Якщо камера зазнає значного нагрівання або механічних деформацій, між частинами камери встановлюються вакуумні сильфони.
Вакуумні камери можуть оснащуватись вакуумними прохідними фланцями, що містять вакуумнозащільнене електричне, фізична або механічне сполучення з вакуумною камерою. Електричне прохідне сполучення дозволяє подавати напруги, які потрібні для елементів, що розташовані у вакуумі, наприклад, нитка розжарення чи обігрівач. Прикладом фізичного сполучення є прохідний отвір вакуумнозащільненого з'єднання для подавання й відведення охолоджувальної рідини. Механічне прохідне сполучення використовується для приведення у рух (обертання, переміщення) елементів механізмів з метою маніпулювання об'єктами у вакуумній камері.
Для того щоб знизити газовиділення, після складання камери та первинного відкачування камера прогрівається.